# 5 (число)
Вижте пояснителната страница за други значения на 5.
Пет пренасочва насам.  За други значения вижте Пет (пояснение).
Пет е естествено число, предхождано от четири и следвано от шест. С арабски цифри се изписва 5, с римски – V, а по гръцката бройна система – Εʹ.

## Математика
- 5 е нечетно число.
- 5 е третото просто число (след 2 и 3).
- 5 е пермутационно просто число.
- 5 е сборът от първите две прости числа (2 + 3 = 5).
- 5 е единственото просто число равно на сбора от две последователни прости числа (2 и 3).
- 5 е единственото просто число, което завършва на 5.
- 5 е число на Фибоначи.
- 5 е четвъртото безквадратно число.
- 5 е сбор от първите два квадрата (1²+2² = 5).
- 5 е второто число на Ферма ({\displaystyle F_{1}=2^{2^{1}}+1=2^{2}+1=5}).
- 5 е единственото число, което участва в две двойки прости числа близнаци (3, 5) и (5, 7).
- 5 се означава с хоризонтална черта () в цифрите на маите.
- Многоъгълник с пет страни (и ъгли) се нарича петоъгълник или пентагон (от гръцки – pentagonon). Петоъгълникът е единственият многоъгълник с равен брой страни и диагонали – по 5. Правилният петоъгълник има вътрешен ъгъл от 108°, а диагоналите му образуват пентаграм.
- 5 е дължината на хипотенузата в най-малкия питагоров триъгълник (т.нар. египетски триъгълник).
- 5 е винаги в средната клетка на класически магически квадрат със страна 3.
- 5 са платоновите тела – правилни изпъкнали многостенни, чиито стени са еднакви правилни многоъгълници.
- Квинкунсът е геометрична подредба от пет точки (например на зар).
- Дадено цяло число е кратно на 5, ако завършва на 0 или на 5.
- „Кайрско петоъгълно пано“ е равнина, разделена от неправилни петоъгълници. Името идва от факта, че няколко от улиците в Кайро са павирани по този начин.

## Химия
- Химичният елемент с атомен номер 5 (чието атомно ядро съдържа 5 протона) е бор.
- Кодът за рециклиране на полипропилена (PP) е 5.
- Пентан – наситен въглеводород с 5 въглеродни атома (формула С5Н12).

## Биология
- 5 са царствата на организмите, според най-популярната таксономична система на Робърт Уитакър: Монера (прокариотни, т.е. бактерии), Протера (едноклетъчни), Гъби, Растения и Животни.
- Пръстите на ръцете и краката на приматите са 5 (пентадактилия).
- Повечето морски звезди са с 5 крайника.
- Петте чувства са зрението, слуха, обонянието, вкуса и осезанието (допира).
- Има 5 основни вкуса: сладко, солено, кисело, горчиво и умами.

## Астрономия
- Петата и най-голямата планета в Слънчевата система е Юпитер.
- Астрономическият обект под номер 5 в Каталога на Месие е кълбовиден звезден куп в съзвездието Змия.

## География
- На Земята има 5 океана.
- Пет могили – село в област Сливен.
- Пет могили – село в област Шумен.
- Петокладенци – село в област Плевен.
- Местност Беш бунар (петте кладенеца – тур.), Стара Загора.[2]

## Музика
- Сол е петата нота от гамата до мажор.
- Петолиние се наричат петте хоризонтални линии, върху които се изписват нотите.
- Пентатоника е диатонична система от 5 тона.
- Квинтет е музикална група от 5 души и произведение за 5 инструмента.
- Трамвай номер 5 е българска вокална група.
- Маруун Файв (Maroon 5) e американска поп-рок група от Лос Анджелис, Калифорния, съставена от петима музиканти.
- Джаксън Файв (Jackson Five) е популярна американска фамилна група, където в началото на кариерата си пее Майкъл Джексън заедно с четирима свои братя.
- Фифт Хармъни (Fifth Harmony, в превод Петата хармония) е американска момичешка музикална група формирана през 2012 г.
- Петата симфония на Бетховен е една от най-популярните и най-често изпълняваните произведения на класическата европейска музика.
- Пет са завършените номерирани концерти за пиано на Бетховен, Сергей Прокофиев и Камий Сен-Санс.
- „Пет маймунки“ и „Пет малки патета“ са детски песни, учещи децата да броят като животните намаляват с едно всеки стих.

## Филми
- „Петият елемент“ (Fifth Element, 1997) е научнофантастичен филм на Люк Бесон.
- „Кланица 5“ (Slaughterhouse-Five, 1972) е адаптация по едноименния роман за Втората световна война на Кърт Вонегът.

## Спорт
- Олимпийските игри имат лого от 5 взаимно заключени кръгове, които представляват населените континенти, участващи в Олимпиадата (Европа, Азия, Африка, Австралия с Океания и Америка – Северна и Южна) като всеки от тях има съответен цвят (зелен, жълт, черен, син и червен).
- В баскетбола всеки от отборите се състои от по 5 играча, които са в игра.
- Ансамбловото съчетание за художествена гимнастика е от 5 участника.
- В художествената гимнастика се използват 5 уреда: бухалки, въже, топка, лента и обръч.

## Религия
- Първата и основна част на Библията се състои от 5 части, т. нар. Петокнижие. В еврейската традиция е познато под името Тора.
- Стълбовете на исляма са 5 и мюсюлманите се молят на Аллах по 5 пъти на ден.
- В даоизма и китайската натурфилософия има 5 стихии (елементи): Огън, Вода, Земя, Дърво, Метал.[4][5]

## Други
- В глаголицата, буквата  (добро) има числена стойност 5.
- Петият ден от седмицата е петък.
- Петият месец в годината според Юлианския и Григорианския календар е май.
- Петият месец според Римския календар е бил Qvintilis (квинтилий), до смъртта на Юлий Цезар, когато е преименуван на Ivlivs (юли).
- Игрите със зарове генерал и ямб се играят с 5 зара.
- Когато група се разделя на 5 равни части, всяка от тях се нарича квинтил, например в (статистиката).
- Квинтесенция е най-високият, пети слой на въздуха; най-тънката стихия в алхимията (петият елемент, ефир).
- Pentium се нарича процесорът от пето поколение на компанията Интел.
- Пентагон – военното министерство на САЩ, наречено така заради формата на сградата му на правилен петоъгълник.
- Пентаграм се нарича фигурата на звезда начертана с 5 прави линии (понякога е в окръжност). Може да бъде начертана с едно непрекъснато движение като се започва и свършва в една и съща точка.
- Петолъчката или червената звезда е символ на Комунистическото движение.
- Петилетка е програма за планирано държавно развитие, обхващаща период от 5 години.
- Почти всички модерни устройства с клавиатура имат изпъкналост на копчето за 5 (точка или чертичка). Това улеснява намирането му.
- Chanel Nº 5 – „Шанел пет“ е първият парфюм смесващ различни аромати на френската дизайнерка Коко Шанел., превърнал се в класика.
- Петсекундното правило гласи, че ако вдигнеш храната до 5 секунди от замърсена повърхност, тя няма да е заразена.
- 5 o'clock – „Файв аклок“ (от английски, буквално „пет часа“) е популярен израз в Обединеното кралство свързан с консумацията на традиционния следобеден чай.
- Пета колона – термин, с който се обозначават части от обществото, изпълняващи задачи на чужда държава.
- Сатурн V – тристепенната американска ракета носител, използвана от НАСА в програмата „Аполо“ за достигане на Луната. Дълги години е най-мощната ракета, произведена от човек.

## Народно творчество
- Петима Петко не чакат – народна поговорка.
- Петопръстница – местно наименование на билката очеболец.[6]